# Polizeiliche Zusammenarbeit

Flagge der Europäischen Union

Die polizeiliche Zusammenarbeit (PZ; englisch: police cooperation, PC, französisch: coopération policière, CP) ist ein Politikbereich der Europäischen Union. Sie ist in Art. 87 bis Art. 89 AEU-Vertrag geregelt. Gemeinsam mit der Politik im Bereich Grenzkontrollen, Asyl und Einwanderung, der justiziellen Zusammenarbeit in Zivilsachen und der justiziellen Zusammenarbeit in Strafsachen dient die PZ dem übergeordneten Konzept eines „Raums der Freiheit, der Sicherheit und des Rechts“.
Die PZ ging mit dem Vertrag von Lissabon 2007 aus der polizeilichen und justiziellen Zusammenarbeit in Strafsachen (PJZS) hervor. Anders als für die PJZS gilt für die PZ allerdings das ordentliche Gesetzgebungsverfahren, an dem der Rat der Europäischen Union und das Europäische Parlament gleichberechtigt beteiligt sind.